# Сокур (Новосибірська область)
Сокур (рос. Сокур) — село у Мошковському районі Новосибірської області Російської Федерації.
Входить до складу муніципального утворення Сокурська сільрада. Населення становить 5770 осіб (2010).

## Історія
Згідно із законом від 2 червня 2004 року органом місцевого самоврядування є Сокурська сільрада.

## Населення
| 1979 | 2002  | 2007  | 2010  |
| ---- | ----- | ----- | ----- |
| 5893 | ↘5828 | ↗6096 | ↘5770 |